# Sistema de irrigação subterrânea de Xinjiang

Ilustração que explica um sistema de poços interligados.

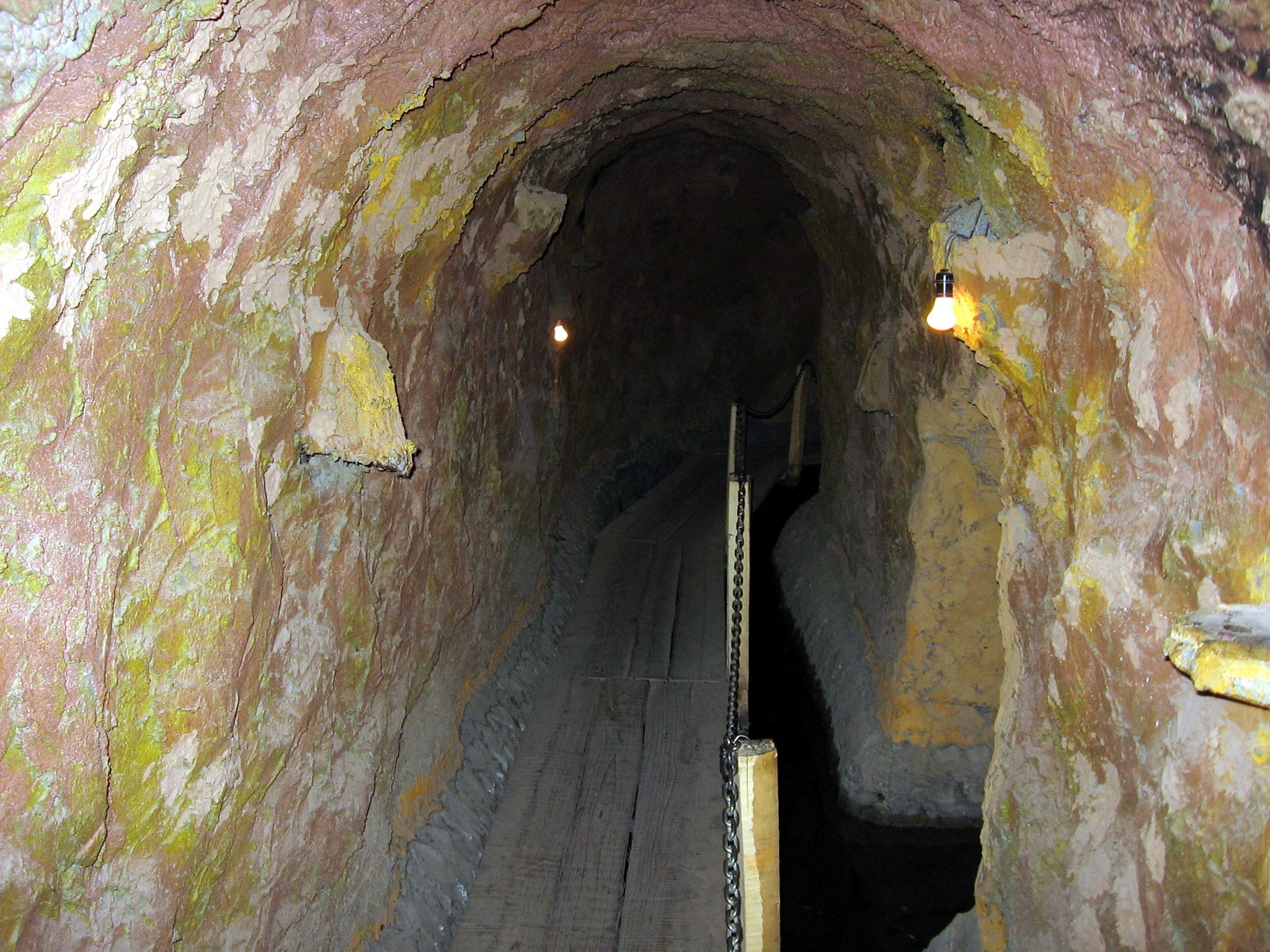
Imagem de um túnel

Em Turpã e em Hami, existe um peculiar sistema de irrigação subterrânea, que utiliza poços interligados por túneis que fornecem irrigação nas áreas desérticas. Este método de irrigação foi difundido em Xinjiang durante a época da Dinastia Han. Os poços recolhem a água corrente de neve derretida e são interligados de modo que a parte inferior de um poço é ligada com outro poço escavado em um terreno mais abaixo. A maioria desses túneis de irrigação se estendem por cerca de 3 Km, mas alguns chegam a ter 30 km de extensão. Há cerca de 1.100 desses poços na região de Hami e da Depressão de Turpã. Atualmente, o comprimento total desses túneis subterrâneos de irrigação na região de Xinjiang é estimado em cerca de 3.000 Km. Trata-se de uma façanha de engenharia comparável à Grande Muralha e ao Grande Canal. A plantação de uvas na região, somente é possível devido à existência desses poços